# Mega Piranha
(Jason Fitch quando scopre la causa dei disastri.)
Mega Piranha, conosciuto anche come Megapiranha, è un film del 2010 diretto da Eric Forsberg.
Film catastrofico di fantascienza, è stato distribuito il 10 aprile 2010 per il circuito direct-to-video negli Stati Uniti, prodotto da The Asylum e con protagonisti Paul Logan, Tiffany Renee Darwish e Barry Williams. Come da tradizione del catalogo Asylum, questo film è un mockbuster di Piranha 3D. Il lungometraggio è andato in onda sempre negli USA, sul canale Syfy.

## Trama
Una nuova specie di piranha giganti geneticamente modificati semina morte e distruzione. Sul fiume Orinoco, in Venezuela, il ceppo geneticamente modificato di piranha riesce a fuggire dal loro luogo isolato e a nuotare a valle, uccidendo tutto ciò che incrocia sul suo cammino. I mega piranha gradualmente si fanno strada in mare aperto verso la Florida, dove è al culmine la stagione turistica. Un gruppo composto dall'agente speciale Fitch e dalla professoressa Sarah Monroe si mette al lavoro per contenere i mega piranha in Venezuela.
Cominciano a mettersi nei guai con le autorità quando cercano di attraversare il confine con il Venezuela. Non avendo documentazione adeguata, Fitch arrabbiato se ne va. Viene seguito dal colonnello Antonio Diaz in un inseguimento ad alta velocità attraverso la giungla. Fitch fugge poi su un elicottero e si dirige all'International Super Bunker (ISB). Durante il viaggio l'elicottero finisce il carburante ma Sarah Monroe risolve il problema impiantando il serbatoio di ossigeno di emergenza per il tubo del carburante.
I mega piranha continuano a muoversi a nord, distruggendo due navi da guerra e un sottomarino nucleare. Alla fine raggiungono la Florida meridionale, dove uccidono almeno cinque portoricani su una spiaggia e riescono a far saltare in aria due alberghi. Nel frattempo, l'unica forza che può fermarli si trova all'ISB. I mega piranha sopravvivono a numerosi attacchi che dovrebbero portare alla loro eliminazione. L'agente speciale Fitch e la professoressa Sarah Monroe concludono che un modo efficace per fermarli è quello di combatterli nel loro stesso elemento, sott'acqua.
Il piano progettato prevede che un esercito di subacquei armati abbatta un esemplare di piranha, in modo che gli altri siano attratti dal cadavere entrando poi in frenesia di alimentazione con la conseguenza di eliminarsi mangiandosi a vicenda. Nel caso dovesse fallire, allora rimaneva solo un'opzione: un massiccio attacco nucleare, che avrebbe distrutto i mega piranha, ma anche la maggior parte della Florida. Incredibilmente l'operazione riesce e nel finale, Fitch si fidanza con Sarah.

## Produzione
Il mockbuster è stato prodotto sulla scia di Piranha 3D di Alexandre Aja. Il 29 marzo 2010 il canale Syfy mandò in onda una breve anteprima di una scena del film.
Il 7 aprile 2010 The Asylum pubblicò il trailer ufficiale online. Il film è stato girato in Belize. 
Gli spettatori abituali dell'Asylum potranno notare alcune clips riciclate da altri film dello studio; ciò è dovuto probabilmente ai bassi costi di produzione imposti e ad una limitata tempistica delle riprese. Tali clips derivano da film come Mega Shark Versus Giant Octopus, Journey to Middle Earth, War of the Worlds - L'invasione e Transmorphers: Fall of Man. In Italia è stato distribuito in DVD da Minerva Pictures.

## Colonna sonora
Il comparto musicale è stato realizzato da Chris Ridenhour caratterizzato dalla canzone Frozen Skies di Tiffany (famosa pop star degli anni ottanta).

## Distribuzione
Il film fu lanciato nel circuito il 10 aprile 2010.

## Accoglienza
Il film andò immediatamente incontro alla derisione fin dal suo annuncio. Nonostante ciò, però, il film conseguì un grande risultato per Syfy garantendo 2.2 milioni di ascolti nella sua première (di questi, 807.000 erano adulti tra i 18 e i 49 anni), divenendo il film più visto dell'anno del canale.